# بدعة
البدعة هي الفعلة المخالفة للسنة، سميت البدعة لأن قائلها ابتدعها من غير مقال إمام، وهي الأمر المحدث الذي لم يكن عليه الصحابة والتابعون، ولم يكن مما اقتضاه الدليل الشرعي. وهي لغة إحداث شيء لم يكن موجودا من قبل، ومنها اشتقت كلمة الإبداع واصطلاحا في الإسلام، كما عرّفها الشاطبي قال: هي طريقة في الدّين مخترعة، تضاهي الشرعية يقصد بالسلوك عليها المبالغة في التعبّد لله تعالى اهـ.

## البدعة في الأحاديث النبوية
ورد التحذير من البدعة المخالفة للشريعة بأحاديث كثيرة لرسول الإسلام محمد بن عبد الله، منها:
- أخرج البخاري: «عن عائشة قالت: قال رسول الله: «من أحدث في أمرنا هذا ما ليس منه فهو رد»».[3]
- أخرج مسلم: «عن جابر بن عبد الله؛ عن النبي أنه قال: «أما بعد، فإن خير الحديث كتاب الله، وخير الهدى هدى محمد، وشر الأمور محدثاتها، وكل بدعة ضلالة»».[4]
- أخرج مسلم: «عن المنذر بن جرير عن أبيه؛ قال: قال رسول الله: «من سَنَّ في الإسلام سنة حسنة فله أجرها وأجر من عمل بها بعده؛ من غير أن ينقص من أجورهم شيء، ومن سَنَّ في الإسلام سنة سيئة كان عليه وزرها ووزر من عمل بها من بعده، من غير أن ينقص من أوزارهم شيء»».[5]

وقد جاء في الحديث الحث على متابعة الطريقة التي كان عليها رسول الله هو والصحابة، واتباعها والأخذ بها قولا وعملا، ومما يدل على ذلك حديث:
«عليكم بسنتي وسنة الخلفاء الراشدين المهديين من بعدي..». وكراهية الاختلاف. والاعتصام بالسنة،  والاقتداء بسنة رسول الله.
«عن العرباض بن سارية قال وعظنا رسول الله ﷺ يوما بعد صلاة الغداة موعظة بليغة ذرفت منها العيون، ووجلت منها القلوب، فقال رجل: إن هذه موعظة مودع فماذا تعهد إلينا يا رسول الله! قال: «أوصيكم بتقوى الله والسمع والطاعة وإن عبد حبشي فإنه من يعش منكم يرى اختلافا كثيرا وإياكم ومحدثات الأمور فإنها ضلالة فمن أدرك ذلك منكم فعليه بسنتي وسنة الخلفاء الراشدين المهديين عضوا عليها بالنواجذ»».
وأخرجه الحاكم: «عليكم بسنتي وسنة الخلفاء الراشدين المهديين من بعدي..». ورواه أبو داود والترمذي، وقال حديث حسن صحيح، وخرجه الإمام أحمد وابن ماجه، وزاد في حديثه: «فقد تركتكم على البيضاء ليلها كنهارها لا يزيغ عنها بعدي إلا هالك».
وتشرع الموعظة بين الحين والآخر، وفي الصحيحين عن أبي وائل قال: كان عبد الله بن مسعود يذكرنا كل يوم خميس، فقال له رجل: يا أبا عبد الرحمن، إنا نحب حديثك ونشتهيه ولوددنا أنك حدثتنا كل يوم فقال: «ما يمنعني أن أحدثكم إلا كراهة أن أملكم، إن رسول الله ﷺ كان يتخولنا بالموعظة كراهة السآمة علينا».
قال الخطابي: يريد به طاعة من ولاه الإمام عليكم وإن كان عبدا حبشيا. وقوله: «وإياكم ومحدثات الأمور...»، وفي رواية أبي داود: «وإياكم ومحدثات الأمور فإن كل محدثة بدعة وكل بدعة ضلالة». قال ابن رجب: فيه تحذير للأمة من اتباع الأمور المحدثة المبتدعة وأكد ذلك بقوله: كل بدعة ضلالة، والمراد بالبدعة ما أحدث مما لا أصل له في الشريعة يدل عليه، وأما ما كان له أصل من الشرع يدل عليه فليس ببدعة شرعا وإن كان بدعة لغة. وما وقع في كلام السلف من استحسان بعض البدع؛ فإنما ذلك في البدع اللغوية لا الشرعية، فمن ذلك قول عمر  في التراويح: نعمت البدعة هذه، وروي عنه أنه قال: إن كانت هذه بدعة فنعمت البدعة، ومن ذلك أذان الجمعة الأول زاده عثمان لحاجة الناس إليه وأقره علي واستمر عمل المسلمين عليه، وروي عن ابن عمر أنه قال: هو بدعة، ولعله أراد ما أراد أبوه في التراويح، انتهى ملخصا. ومعنى الحديث: فمن أدرك ذلك أي: زمن الاختلاف الكثير؛ فعليه بسنتي أي: فليلزم سنتي وسنة الخلفاء الراشدين المهديين فإنهم لم يعملوا إلا بسنتي فالإضافة إليهم إما لعملهم بها أو لاستنباطهم واختيارهم إياها قاله القاري.
وقال الشوكاني في الفتح الرباني: إن أهل العلم قد أطالوا الكلام في هذا وأخذوا في تأويله بوجوه أكثرها متعسفة، والذي ينبغي التعويل عليه والمصير إليه هو العمل بما يدل عليه هذا التركيب بحسب ما تقتضيه لغة العرب، فالسنة هي الطريقة فكأنه قال الزموا طريقتي وطريقة الخلفاء الراشدين، وقد كانت طريقتهم هي نفس طريقته، فإنهم أشد الناس حرصا عليها وعملا بها في كل شيء. وعلى كل حال كانوا يتوقون مخالفته في أصغر الأمور فضلا عن أكبرها. وكانوا إذا أعوزهم الدليل من كتاب الله وسنة رسوله ﷺ؛ عملوا بما يظهر لهم من الرأي بعد الفحص والبحث والتشاور والتدبر، وهذا الرأي عند عدم الدليل هو أيضا من سنته لما دل عليه حديث معاذ لما قال له رسول الله ﷺ: بم تقضي؟ قال: بكتاب الله، قال: فإن لم تجد قال: فبسنة رسول الله قال: فإن لم تجد قال: أجتهد رأيي قال: الحمد لله الذي وفق رسول رسوله أو كما قال. وهذا الحديث وإن تكلم فيه بعض أهل العلم بما هو معروف فالحق أنه من قسم الحسن لغيره وهو معمول به وقد أوضحت هذا في بحث مستقل.
فإن قلت: إذا كان ما عملوا فيه بالرأي هو من سنته لم يبق لقوله «وسنة الخلفاء الراشدين ثمرة»، قلت: ثمرته أن من الناس من لم يدرك زمنه ﷺ وأدرك زمن الخلفاء الراشدين أو أدرك زمنه وزمن الخلفاء، ولكنه حدث أمر لم يحدث في زمنه ففعله الخلفاء، فأشار بهذا الإرشاد إلى سنة الخلفاء إلى دفع ما عساه يتردد في بعض النفوس من الشك ويختلج فيها من الظنون. فأقل فوائد الحديث أن ما يصدر عنهم من الرأي وإن كان من سننه كما تقدم ولكنه أولى من رأي غيرهم عند عدم الدليل. وبالجملة فكثيرا ما كان -صلى الله عليه وسلم- ينسب الفعل أو الترك إليه أو إلى أصحابه في حياته مع أنه لا فائدة لنسبته إلى غيره مع نسبته إليه؛ لأنه محل القدوة ومكان الأسوة فهذا ما ظهر لي في تفسير هذا الحديث، ولم أقف عند تحريره على ما يوافقه من كلام أهل العلم فإن كان صوابا فمن الله وإن كان خطأ فمني ومن الشيطان وأستغفر الله العظيم. انتهى كلام الشوكاني.
قال ابن حجر العسقلاني: والمحدثات بفتح الدال جمع محدثة والمراد بها ما أحدث، وليس له أصل في الشرع ويسمى في عرف الشرع: «بدعة» وما كان له أصل يدل عليه الشرع فليس ببدعة، فالبدعة في عرف الشرع مذمومة بخلاف اللغة فإن كل شيء أحدث على غير مثال يسمى بدعة سواء كان محمودا أو مذموما، وكذا القول في المحدثة وفي الأمر المحدث الذي ورد في حديث عائشة: «من أحدث في أمرنا هذا ما ليس منه فهو رد». وحديث العرباض في المعنى قريب من حديث عائشة المشار إليه وهو من جوامع الكلم. يدل على أن المحدث يسمى بدعة، والمراد بقوله: «كل بدعة ضلالة» ما أحدث ولا دليل له من الشرع بطريق خاص ولا عام.
فمما حدث تدوين الحديث وقد أنكره عمر وأبو موسى الأشعري وغيرهما ورخص فيه الأكثرون، ثم تفسير القرآن وقد أنكره جماعة من التابعين كالشعبي، ثم تدوين المسائل الفقهية المولدة عن الرأي المحض، وأنكره الإمام أحمد وطائفة يسيرة، وكذا اشتد إنكار أحمد على تدوين ما يتعلق بأعمال القلوب.
ومما حدث الخوض في المتشابهات والأغاليط في مسائل العقيدة، وقد اشتد إنكار السلف على ذلك، قال ابن حجر العسقلاني: وثبت عن مالك: أنه لم يكن في عهد النبي ﷺ وأبي بكر وعمر شيء من الأهواء -يعني بدع الخوارج والروافض والقدرية- واشتد إنكار السلف لذلك كأبي حنيفة وأبي يوسف والشافعي، وكلامهم في ذم أهل الكلام مشهور، وسببه أنهم تكلموا فيما سكت عنه النبي ﷺ وأصحابه.

### أدلة على الأخذ بالسنة واجتناب البدع
«عن كثير بن عبد الله -هو ابن عمرو بن عوف المزني- عن أبيه عن جده أن النبي ﷺ قال لبلال بن الحارث: اعلم، قال: ما أعلم يا رسول الله؟ قال: اعلم يا بلال، قال: ما أعلم يا رسول الله؟ قال: إنه من أحيا سنة من سنتي قد أميتت بعدي؛ فإن له من الأجر مثل من عمل بها من غير أن ينقص من أجورهم شيئا ومن ابتدع بدعة ضلالة لا ترضي الله ورسوله كان عليه مثل آثام من عمل بها لا ينقص ذلك من أوزار الناس شيئاً».
«عن سعيد بن المسيب قال قال أنس بن مالك قال لي رسول الله ﷺ: «يا بني إن قدرت أن تصبح وتمسي ليس في قلبك غش لأحد فافعل، ثم قال لي: يا بني وذلك من سنتي، ومن أحيا سنتي فقد أحبني ومن أحبني كان معي في الجنة». وفي الحديث قصة طويلة».

### السنة الحسنة أو السيئة
السنة الحسنة في مفهوم الشرع الإسلامي هي المستحدث على غير مثال سابق، التي تكون موافقة للشرع ولا تخالفه، وفي صحيح مسلم في كتاب العلم: باب من سن سنة حسنة أو سيئة ومن دعا إلى هدى أو ضلالة حديث: «عن جرير بن عبد الله قال جاء ناس من الأعراب إلى رسول الله ﷺ عليهم الصوف فرأى سوء حالهم قد أصابتهم حاجة، فحث الناس على الصدقة فأبطئوا عنه حتى رئي ذلك في وجهه، قال ثم إن رجلا من الأنصار جاء بصرة من ورق ثم جاء آخر ثم تتابعوا حتى عرف السرور في وجهه فقال رسول الله ﷺ: «من سن في الإسلام سنة حسنة فعمل بها بعده كتب له مثل أجر من عمل بها ولا ينقص من أجورهم شيء ومن سن في الإسلام سنة سيئة فعمل بها بعده كتب عليه مثل وزر من عمل بها ولا ينقص من أوزارهم شيء»». وفي رواية لمسلم: «عن جرير قال خطب رسول الله ﷺ فحث على الصدقة..» بمعنى حديث جرير. وفي رواية: «قال جرير بن عبد الله قال رسول الله صلى الله عليه وسلم لا يسن عبد سنة صالحة يعمل بها بعده ثم ذكر تمام الحديث».
وقد جاء الحديث بلفظ: «من سن سنة حسنة» و«من سن سنة سيئة..» وفي رواية أخرى لمسلم بلفظ: «من دعا إلى الهدى» و«من دعا إلى الضلالة..». قال النووي: هذان الحديثان صريحان في الحث على استحباب سن الأمور الحسنة، وتحريم سن الأمور السيئة، وأن من سن سنة حسنة؛ كان له مثل أجر كل من يعمل بها إلى يوم القيامة، ومن سن سنة سيئة كان عليه مثل وزر كل من يعمل بها إلى يوم القيامة، وأن من دعا إلى هدى؛ كان له مثل أجور متابعيه، أو إلى ضلالة كان عليه مثل آثام تابعيه، سواء كان ذلك الهدى والضلالة هو الذي ابتدأه، أم كان مسبوقا إليه، وسواء كان ذلك تعليم علم أو عبادة أو أدب أو غير ذلك.
وقال النووي: «قوله ﷺ: «فعمل بها بعده» معناه: إن سنها سواء كان العمل في حياته أو بعد موته. والله أعلم».

## أقوال علماء السنة في البدعة
- قال أبو حامد الغزالي: «ليس كل ما أبدع منهيّاً عنه، بل المنهيّ عنه بدعة تضاد سنّة ثابتة وترفع أمراً من الشرع».[17]
- قال ابن رجب الحنبلي: «والمراد بالبدعة ما أحدث مما ليس له أصل في الشريعة يدل عليه، وأما ما كان له أصل في الشرع يدلّ عليه فليس ببدعة، وإن كان بدعة لغة».[18]
- قال ابن الأثير: «البدعة بدعتان؛ بدعة هدى وبدعة ضلالة، فما كان في خلاف ما أمر به رسول الله فهو في حيز الذمّ والإنكار، وما كان واقعاً تحت عموم ما ندب إليه وحضّ عليه فهو في حيز المدح».[19] وقال: «والبدعة الحسنة في الحقيقة سنّة، وعلى هذا التأويل يحمل حديث: «كل محدثة بدعة» على ما خالف أصول الشريعة ولم يوافق السنة».
- قال التفتزاني: «ومن الجهل من يجعل كل أمر لم يكن في عهد الصحابة بدعة مذمومة، وإن لم يقم دليل على قبحه، تمسكاً بقوله عليه الصلاة والسلام: «إياكم ومحدثات الأمور» ولا يعلمون أن المراد بذلك هو أن يجعل من الدين ما ليس منه».[20]
- قال ابن تيمية: «ما رآه المسلمون مصلحة إن كان بسبب أمر حدث بعد النبي فها هنا يجوز إحداث ما تدعو الحاجة إليه».[21]

## أقسام البدعة
قسم بعض العلماء البدعة إلى أقسام، بينما ذهب آخرون إلى القول بأن البدعة لا تنقسم بناء على ما دل عليه حديث: «كل بدعة ضلالة» والمتتبع لأقوال العلماء على اختلاف تقاسيمهم وتفاصيلهم يرجع إلى أنه في الحقيقة لا خلاف بينهم في ذلك، وإنما حصل الخلاف فيمن يأخذ الأحكام بظاهرها دون التدقيق في أقوال العلماء، وقرآءة أقوال العلماء في تحديد ما هي البدعة التي تكون ضلالة، فمن لم يقسم البدعة هو باعتبار: أن المقصود بالبدعة التي تخالف قواعد الشرع وأصوله، أما ما لا يخالف الشرع؛ فلا يسمى بدعة، وأما الذين قسموا البدعة فهو باعتبار المعنى اللغوي، فما خالف الشرع فهو بدعة مردودة، وما لم يخالف الشرع فلا يكون كذلك، وعلى هذا فالخلاف يكون لفظيا، إذ أنهم متفقون على: أن ما استحدث وهو مخالف للشرع وعلى خلاف قواعده فهو البدعة التي ورد في الشرع التحذير منها. وقد بين هذا ابن حجر العسقلاني حيث قال: والمحدثات بفتح الدال جمع محدثة والمراد بها ما أحدث، وليس له أصل في الشرع ويسمى في عرف الشرع: «بدعة» وما كان له أصل يدل عليه الشرع فليس ببدعة، فالبدعة في عرف الشرع مذمومة بخلاف اللغة فإن كل شيء أحدث على غير مثال يسمى بدعة سواء كان محمودا أو مذموما، وكذا القول في المحدثة وفي الأمر المحدث الذي ورد في حديث عائشة: «من أحدث في أمرنا هذا ما ليس منه فهو رد».
وحديث العرباض في المعنى قريب من حديث عائشة المشار إليه وهو من جوامع الكلم. يدل على أن المحدث يسمى بدعة، والمراد بقوله: «كل بدعة ضلالة» ما أحدث ولا دليل له من الشرع بطريق خاص ولا عام.
وقال ابن حجر العسقلاني: قسم بعض العلماء البدعة إلى الأحكام الخمسة وهو واضح، وثبت عن ابن مسعود أنه قال: «قد أصبحتم على الفطرة وإنكم ستحدثون ويحدث لكم فإذا رأيتم محدثة فعليكم بالهدي الأول».
قال الشافعي: «البدعة بدعتان: محمودة ومذمومة، فما وافق السنة فهو محمود وما خالفها فهو مذموم».
وقال الشافعي أيضا: «المحدثات ضربان ما أحدث يخالف كتابا أو سنة أو أثرا أو إجماعا فهذه بدعة الضلال، وما أحدث من الخير لا يخالف شيئا من ذلك فهذه محدثة غير مذمومة».
وقال ابن حجر العسقلاني: «قال ابن عبد السلام: في أواخر القواعد: البدعة خمسة أقسام فالواجبة كالاشتغال بالنحو الذي يفهم به كلام الله ورسوله لأن حفظ الشريعة واجب، ولا يتأتى إلا بذلك فيكون من مقدمة الواجب، وكذا شرح الغريب وتدوين أصول الفقه والتوصل إلى تمييز الصحيح والسقيم. والمحرمة: ما رتبه من خالف السنة من القدرية والمرجئة والمشبهة. والمندوبة: كل إحسان لم يعهد عينه في العهد النبوي كالاجتماع على التراويح وبناء المدارس والربط والكلام في التصوف المحمود وعقد مجالس المناظرة إن أريد بذلك وجه الله. والمباحة: كالمصافحة عقب صلاة الصبح والعصر، والتوسع في المستلذات من أكل وشرب وملبس ومسكن، وقد يكون بعض ذلك مكروها أو خلاف الأولى والله أعلم».
وهذا التقسيم عن العز بن عبد السلام نقله كذلك عنه النووي حيث قال: «قال الشيخ الإمام المجمع على جلالته وتمكنه من أنواع العلوم وبراعته أبو محمد عبد العزيز بن عبد السلام ورضي عنه في آخر كتاب القواعد: «البدعة منقسمة إلى واجبة ومحرّمة ومندوبة ومباحة»» 
قال النووي في شرحه على صحيح مسلم ما نصه: «قول النبي: «وكل بدعة ضلالة» هذا عام مخصوص، والمراد غالب البدع، قال العلماء: البدعة خمسة أقسام: واجبة، ومندوبة، ومحرمة، ومكروهة، ومباحة، فمن الواجبة نظم أدلة المتكلمين للرد على الملاحدة والمبتدعين وشبه ذلك، ومن المندوبة تصنيف كتب العلم وبناء المدارس والرُّبط وغير ذلك، والحرام والمكروه ظاهران"». ثم قال: «فإذا عرف ما ذكرته علم أن الحديث من العام المخصوص، وكذا ما أشبهه من الأحاديث الواردة، ويؤيد ما قلناه قول عمر بن الخطاب في التراويح: نعمت البدعة، ولا يمنع من كون الحديث عامًا مخصوصًا قوله: (كل بدعة) مؤكدًا بكل، بل يدخله التخصيص مع ذلك، كقوله تعالى: "تدمر كل شيء"».
- الشافعي حيث قال: «المحدثات ضربان؛ ما أحدث يخالف كتابًا أو سنةً أو أثرًا أو إجماعًا فهذه بدعة الضلال، وما أحدث من الخير لا يخالف شيئًا من ذلك فهذه محدثة غير مذمومة».[26] وقال أيضاً: «البدعة بدعتان: محمودة ومذمومة، فما وافق السنة فهو محمود، وما خالفها فهو مذموم» [27]

## شروط البدعة السيئة
ذكر يوسف القرضاوي في كتابه «السنة والبدعة» أن البدعة حتى تكون سيئة يجب:
- أن يكون مجالها في الدين، فالابتداع لا يكون إلا في الدين، وأن الأشياء العاديّة لا يدخلها الابتداع.
- أن لا يكون له أصل في الشرع، إذ لو كان له أصل في الشرع فلا يكون بدعة.

## أمثلة على بدع حسنة
من البدع الحسنة التي لها أصل في الشرع أحدثت بعد رسول الإسلام محمد بن عبد الله:
- جمع المصحف بين الدفتين بإشارة عمر بن الخطاب على أبي بكر خوف ضياعه.
- اجتماع الناس على صلاة التراويح برأي عمر بن الخطاب، حيث يقول عبد الرحمن بن عبد القاري: «خرجت مع عمر بن الخطاب ليلة في رمضان إلى المسجد، فإذا الناس أوزاع متفرقون، يصلي الرجل لنفسه، ويصلي الرجل فيصلي بصلاته الرهط، فقال عمر: «إني أرى لو جمعت هؤلاء على قارئ واحد لكان أمثل»، ثم عزم فجمعهم على أبي بن كعب، ثم خرجت معه ليلة أخرى والناس يصلون بصلاة قارئهم، قال عمر: «نِعم البدعة هذه، والتي ينامون عنها أفضل من التي يقومون»، يريد آخر الليل، وكان الناس يقومون أوله» [29] وهنالك بعض الفرق الإسلامية التي تحرم اتباع هذه البدعة باعتبارها ضلالة مثل الشيعة الاثنا عشرية.
- زيادة عثمان بن عفان أذاناً ثانياً يوم الجمعة، حيث قال السائب بن يزيد الثقفي: «أن الذي زاد التأذين الثالث يوم الجمعة عثمان بن عفان، حين كثر أهل المدينة، ولم يكن للنبي مؤذن غير واحد، وكان التأذين يوم الجمعة حين يجلس الإمام، يعني على المنبر».[30]
- جمع عثمان بن عفان للقرآن على الترتيب الذي عليه المسلمون حتى اليوم.
- نقط يحيى بن يعمر المصاحف.
- وضع أبي الأسود الدؤلي قواعد النحو بعد استشارة علي بن أبي طالب.